# 開心的馬騮
《開心的馬騮》是刘德华演唱的一首粤语歌曲，由周礼茂作词，杨振龙作曲，谭国政和甘志伟编曲。收录于1993年7月发行的粤语专辑《答案就是妳》里。“馬騮”在粤语里的原意是“猴子”的意思，常在粤语里指代调皮的小孩子，在这里是用它代表充满活力、调皮活泼、开心自由的年轻人。此歌轻松欢快、旋律动感，带给听众一种快乐兴奋的情绪，是刘德华最具代表性的一首经典快歌，在历年演唱会上他经常演唱。

## 外语歌词
歌词中有一段节奏感很强的日语说唱歌词，翻译成中文的意思为：“响尾蛇爬过来了，饿着肚子爬过来了，那些家伙不是美食家，什么都一口吞下”。
此外还有一句简单又朗朗上口的英语歌词"andy go andy go go",由于andy是刘德华的英文名，"go"有“冲”、“加油”之意，所以这句歌词有为刘德华加油呐喊助威之意。